# Organisationsbereich (Bundeswehr)
Ein Organisationsbereich in der deutschen Bundeswehr bezeichnet eine Untergliederung innerhalb des nachgeordneten Geschäftsbereichs des Bundesministeriums der Verteidigung.
Organisationsbereiche lassen sich in militärische und zivile Organisationsbereiche einteilen. Die militärischen Organisationsbereiche sind:
- Streitkräftebasis (SKB)
- Zentraler Sanitätsdienst (ZSan)
- Cyber- und Informationsraum (CIR)

Die drei militärischen Organisationsbereiche bilden zusammen mit den drei Teilstreitkräften Heer, Luftwaffe und Marine die Streitkräfte.
Die zivilen Organisationsbereiche sind:
- Personal (P)
- Ausrüstung, Informationstechnik und Nutzung (AIN)
- Infrastruktur, Umweltschutz und Dienstleistungen (IUD)

Die zivilen Organisationsbereiche werden unter dem Begriff Bundeswehrverwaltung zusammengefasst. Des Weiteren zählt auch die Rechtspflege und die Militärseelsorge zum nicht-militärischen Teil der Organisation der Bundeswehr.
An der Spitze der militärischen Organisationsbereiche steht, wie auch bei den Teilstreitkräften, ein Inspekteur. Die zivilen Organisationsbereiche werden durch eine Abteilung im Bundesministerium der Verteidigung geführt. Die Organisationsbereiche AIN und IUD umfassen jeweils eine Bundesoberbehörde (Bundesamt für Ausrüstung, Informationstechnik und Nutzung der Bundeswehr bzw. Bundesamt für Infrastruktur, Umweltschutz und Dienstleistungen der Bundeswehr), der alle weiteren Dienststellen im Organisationsbereich nachgeordnet sind. Im Organisationsbereich Personal sind neben dem Bundesamt für das Personalmanagement der Bundeswehr weitere Dienststellen dem Bundesministerium der Verteidigung unmittelbar nachgeordnet.